# بطولة مايوركا المفتوحة
بطولة مايوركا المفتوحة هي بطولة تنس للمحترفين وهي جزء من بطولات رابطة محترفي التنس 250 نقطة. تقام البطولة في نادي مايوركا.